# 미셸 파이퍼
미셸 메리 파이퍼(영어: Michelle Marie Pfeiffer, 1958년 4월 29일 ~ )는 미국의 배우이다. 1980년 《헐리우드 나이츠》에 출연하며 영화계에 데뷔했으나, 1983년 《스카 페이스》에서의 연기로 비로소 주류 매체의 주목을 받았다. 파이퍼는 1988년작인 《위험한 관계》로 아카데미상 여우조연상 후보에 올랐고, 1989년작인 《사랑의 행로》와 1992년작인 《러브 필드》로 아카데미상 여우주연상 후보에 올랐다. 그녀는 《배트맨 2》(1992년), 《왓 라이즈 비니스》(2000년) 및 《헤어스프레이》(2007년)로 커다란 상업적 성공을 거두었다. 그녀가 출연한 다른 영화로는 《레이디호크》(1985년), 《이스트윅의 마녀들》(1987년), 《마피아의 아내》(1988년), 《순수의 시대》(1993년), 《울프》(1994년), 《위험한 아이들》(1995년), 《아이 엠 샘》(2001년) 등이 있다.

## 어린 시절
파이퍼는 캘리포니아주의 샌타애나에서 냉난방 업자인 리처드 파이퍼와 가정주부인 도나(결혼전 성은 터버너)의 네 자녀 중 둘째로 태어났다. 오빠 이름은 릭(1955년생)이고, 여동생 둘은 디디 파이퍼(배우)와 로리 파이퍼(1965년 생)이다. 그녀의 아버지는 독일, 네덜란드, 아일랜드 계 후손이고, 어머니는 이탈리아어계 스위스인과 스웨덴인을 조상으로 두고 있다. 가족이 미드웨이 시로 이사해서, 그곳에서 파이퍼는 어린 시절을 보냈다. 그녀는 파운틴 밸리 고등학교를 다녔고, 1975년에 졸업하였다. 그녀는 본즈 슈퍼마켓에서 계산원으로 일하였고, 골든 웨스트 대학을 다녔다. 법원 속기사가 되기 위한 짧은 수련 후, 그녀는 연기자가 되기로 결심했다. 그녀는 1978년 미스 오렌지 카운티에 뽑혔고, 같은 해 미스 캘리포니아에 참가해 입상했다. 이러한 미인 대회에 참가한 후, 그녀는 대리인을 얻고 텔레비전과 영화 출연을 위해 오디션을 보기 시작했다.

## 경력

### 첫 텔레비전 및 영화 출연
파이퍼의 초기 출연작으로는 텔레비전 작품인 《꿈꾸는 낙원》, 《델타 하우스》 및 《배드 캣츠》가 있고, 작은 배역을 맡았던 영화들로 수재너 요크와 같이 출연한 《폴링 인 러브 어게인》(1980년), 토니 댄자의 상대역으로 출연한 《헐리우드 나이츠》(1980년), 《찰리 챈과 드래곤 퀸의 저주》(1980년) 등이 있는데, 이중 어느 것도 비평이나 흥행면에서 성공적이지 못했다. 파이퍼는 이후 자신의 초기작들에 대해, “저는 어떻게 연기하는지 배워야 했어요... 그러는 동안은, 머리 빈 여자 역할을 했고 제 외모를 이용했죠.”라고 말했다. 그녀는 럭스 비누의 텔레비전 광고에 출연했고, 비버리힐스 플레이하우스에서 연기 수업을 받았으며, 이후 린지 와그너와 출연한 《캘리와 아들》(1981년), 《아무도 원치 않았던 아이들》(1981년), 《초원의 빛》의 리메이크 작 등 3편의 텔레비전 영화에 더 출연했다. 그런 후 그녀는 큰 성공을 거뒀던 뮤지컬 영화 《그리스》(1978년)의 후속편인 《그리스 2》(1982년)에서 처음으로 중요 배역인 스테파니 지논 역을 맡았다. 이 영화는 평가도 나빴고 상업적으로도 실패했지만, 파이퍼는 일부 긍정적인 주목을 받았는데, 특히 뉴욕 타임스는 “파이퍼 양이 비교적 신인 배우이긴 하지만, 출연진 중 누구보다도 훨씬 더 가쁜하고 편안해 보이는 연기를 해낸다.”고 말했다. 혹평은 피했으나, 파이퍼의 대리인이 이후 시인한 대로 그녀와 영화와의 관계는 말 그대로 “그녀는 아무 일거리도 얻을 수 없었다. 아무도 그녀를 기용하려 하지 않았다.”

### 주류 매체의 주목
감독 브라이언 드 팔마는 《그리스 2》를 보고 《스카 페이스》(1983년) 배역을 위해 파이퍼를 오디션 하는데 반대했으나, 제작자의 지속적인 요구에 승낙하게 되었다. 그녀는 코카인에 중독된 젊은 아내 엘비라 핸콕 역으로 캐스팅되었다. 이 영화는 대부분의 비평가에게 대단히 폭력적인 작품으로 여겨졌으나, 상업적으로 인기작이 되었고 이후 수년간 대규모의 열광적인 숭배자들을 얻었다. 파이퍼는 그녀의 조역에 대해 긍정적 비평을 얻었다. 타임의 리처드 콜리스는 “많은 출연진 중 대부분이 좋고, 미셸 파이퍼는 더 훌륭하다...”라고 썼고, 도미니크 듄은 배너티 페어에 실린 “금발의 야망”이라는 제목의 기사에서, “그녀는 스타덤을 눈앞에 두고 있다. 업계 용어로 말하자면, 그녀는 핫하다.”라고 썼다.
《스카 페이스》 이후, 그녀가 수락한 역할로는 리처드 도너의 판타지 영화 《레이디호크》(1985년)에서 루트거 하우어와 매슈 브로더릭의 상대역인 이자보 당주 역, 존 랜디스의 코미디 《밤의 미녀》(1985년)에서 제프 골드블럼의 상대역인 다이애너 역, 앨런 알다의 《달콤한 자유》(1986년)에서 마이클 케인의 상대역인 페이스 힐리 역, 그리고 1950년대 과학소설 패러디인 《달 위의 아마존 여인》(1987년)의 한 단막극에서 맡은 브렌다 랜더스 역이 있는데, 단지 보통의 상업적 성과밖에 달성하지 못했음에도 불구하고, 이들 모두는 그녀가 배우로서 입지를 확고히 하는데 도움이 되었다. 그녀는 잭 니컬슨, 셰어, 수전 서랜던과 같이 존 업다이크의 소설 《이스트윅의 마녀들》의 1987년 각색판에 수키 리지몬트 역으로 출연하여 마침내 주요한 흥행기록을 세웠다. 이 영화는 미국 내에서 6376,6510 달러의 수익을 올렸다.

### 비평가들의 찬사

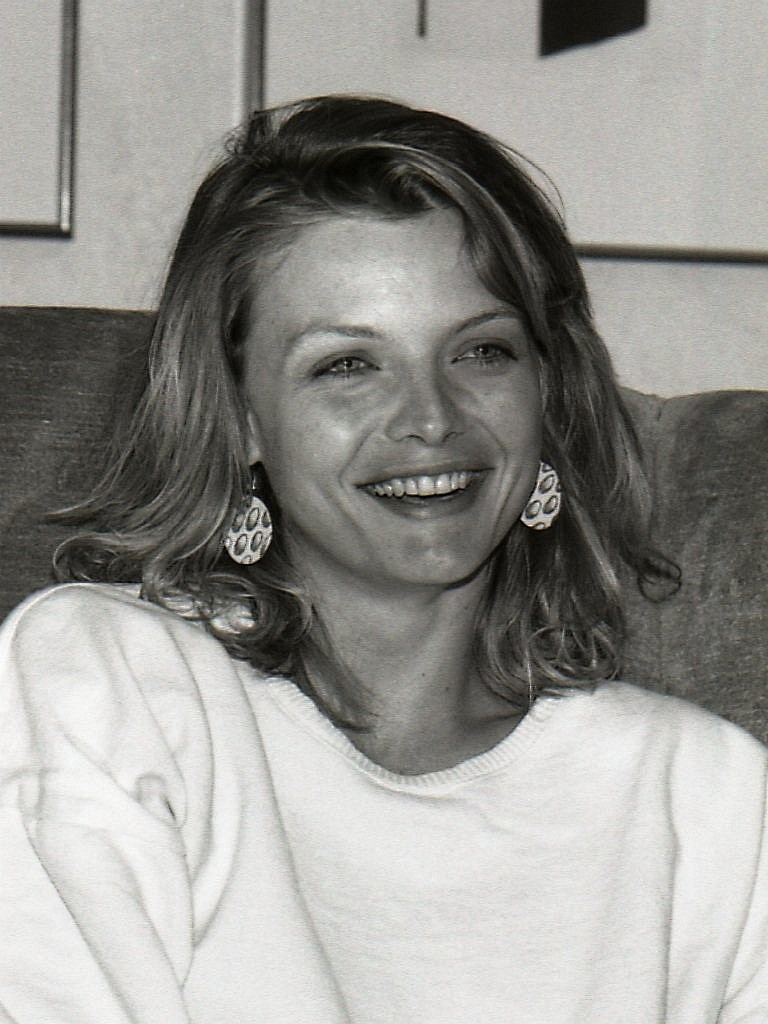
1985년의 파이퍼.

파이퍼는 조너선 데미의 마피아 코미디 《마피아의 아내》(1988년)에서 매슈 모딘, 딘 스톡웰 그리고 메르세데스 룰의 상대역인 살해된 폭력배의 도망중인 아내 역으로 캐스팅되었다. 이 영화에서 맡은 안젤라 드 마르코 역을 위해, 그녀는 흑갈색 곱슬머리 가발과 브루클린 악센트로 치장했고, 이 역으로 처음으로 골든 글로브상 뮤지컬·코미디 영화 부문 여우주연상 후보에 올랐는데, 이를 시작으로 내리 6년간 골든 글로브 여우주연상 후보에 오르게 된다. 그후 파이퍼는 《불타는 태양》(1988년)에 멜 깁슨과 커트 러셀의 상대역인 멋진 레스토랑 주인 조 앤 발레나리 역으로 출연했는데, 창작과 개인적인 면에서 감독 로버트 타운과 의견 차이를 겪었으며, 그는 이후 그녀를 그가 함께 일했던 여배우중 “가장 까다로운” 사람으로 묘사했다.
뎀의 개인적인 추천으로, 파이퍼는 스티븐 프리어스의 《위험한 관계》(1988년)에 글렌 클로스, 존 말코비치와 같이 캐스팅 되어 유혹의 희생자인 정숙한 마담 마리 드 투르벨 역을 연기했다. 그녀의 연기는 광범위한 찬사를 받았는데, 워싱턴 포스트의 할 힌슨은 파이퍼의 역할에 대해 “가장 불명확하고 가장 어렵다. 정숙함을 연기하는 것보다 어려운 게 없는데, 파이퍼는 영리하게도 시도하지 않는다. 대신 그녀는 그것을 내포한다. 이런 점에서 자기같이 깨끗한 피부를 가진 그녀의 아름다움은 큰 자산으로, 그러한 아름다움은 그것이 그녀 영성의 한 부분으로 보이게끔 이용된다.”고 평했다. 그녀는 영국 아카데미상 여우조연상을 받았고, 아카데미상 여우조연상 후보에 올랐다.
그리고 파이퍼는 《사랑의 행로》(1989년)에서 라운지 가수로 변신한 냉철한 전직 콜걸 수지 다이아몬드 역을 수락했는데, 이 작품에는 베이커 보이즈 역의 제프 브리지스, 보 브리지스와 같이 출연했다. 그녀는 이 역할을 위해 4개월간의 집중적인 보이스 트레이닝을 거쳐, 그녀가 맡은 배역의 노래를 모두 소화해냈다. 이 영화는 중간정도로 흥행해서 미국내에서 18,428,904 달러의 수익을 올렸다. 하지만 파이퍼가 연기한 수지 역할은 비평가들의 격찬을 받았다. 뉴욕 타임스의 재닛 머슬린은 그녀의 역할에 대해, “그녀가 놀랍도록 꼭 맞았음을 보여준다. 베이커 형제의 세계에 들어간 파이퍼의 극단적으로 냉혹하고, 치명적으로 매력적인 수지는 성냥불이 도화선에 미치는 것과 같은 효과를 영화에 준다.”고 썼고, 로저 이버트는 그녀를 《길다》의 리타 헤이워드 및 《뜨거운 것이 좋아》의 메릴린 먼로와 비교하며, 이 영화를 “수년 후 파이퍼가 위대한 스타가 된 여정을 추적하려 할 때 자료로 사용될 영화중 하나.”라고 표현했다. 버라이어티는 그녀가 부른 메이킹 우피를 콕 집어 “이 영화에서 확실히 기억될 명장면을 제대로 보여준다... 타는듯이 붉은 드레스를 입고 피아노 위를 기는 모습. 그녀는 다이너마이트다.”라고 썼다. 1989-1990년 수상 시즌에 파이퍼는 모든 주요한 상의 시상식에서 여우주연상 후보에 올랐고, 골든 글로브, 전미 비평가 위원회, 전미 비평가 협회, 뉴욕 비평가 협회, 로스엔젤레스 비평가 협회, 시카고 비평가 협회에서 수여하는 여우주연상을 받았다. 아카데미상 시상식에서 그녀는 여우주연상 수상이 기대되었으나, 상은 《드라이빙 미스 데이지》의 제시카 탠디에게 갔고, 이는 놀랄만큼 예상밖으로 여겨졌다. 그녀가 후보에 올랐으나 수상하지 못한 다른 하나의 주요 상은 영국 아카데미상 여우주연상이 있는데, 이 역시도 탠디가 수상했다.

### 국제적인 성공

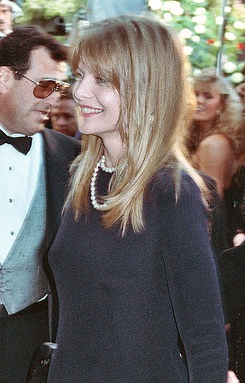
1990년 아카데미상 시상식에서의 파이퍼.

파이퍼는 많은 중요한 역할을 수락하거나, 줄리아 로버츠를 아카데미상 여우주연상 후보에 오르게 해준 《귀여운 여인》(1990년)의 주연 배역을 시작으로, 거부하면서 할리우드에서 최고의 위치를 발전시켜 나갔다. 그녀는 존 르 카레의 《러시아 하우스》의 1990년 영화 각색판에서 숀 코너리의 상대역인 소련의 책 편집자 카티아 올로바 역을 맡았는데, 이 역을 위해 그녀는 러시아 악센트를 익혀야 했다. 이러한 노력은 그녀가 골든글로브상 극 영화 부문 여우주연상 후보에 오르면서 보상받았다. 이후 파이퍼는 테런스 맥널리의 브로드웨이 연극 《달빛속의 프랭키와 쟈니》를 영화로 각색한 게리 마셜 감독의 《프랭키와 쟈니》(1991년)에서 상처입은 웨이트리스 프랭키 역을 맡았는데, 이 작품에서 그녀는 《스카페이스》에 같이 출연했던 알 파치노와 다시 만났다. 파이퍼가 “일반적인” 웨이트리스를 연기하기에는 너무 아름다웠기 때문에, 많은 이들이 이 캐스팅에 문제가 있다고 보았다. 원작인 브로드웨이 연극에서 프랭키 역을 맡았던 캐시 베이츠 조차도 제작자의 결정에 대해 실망감을 피력했다. 파이퍼 자신은 그녀가 이 역을 맡은 이유를 “사람들이 나에게 기대하는 게 아니기 때문”이라고 말했다. 파이퍼는 이 역으로 다시 한번 골든글로브 극 영화부문 여우주연상 후보에 올랐다. 이 기간 동안 그녀가 거절한 역으로는 조디 포스터에게 아카데미 여우주연상을 안겨준 《양들의 침묵》(1991년)의 클라리스 스탈링 역, 결국 샤론 스톤이 연기한 《원초적 본능》(1992년)의 캐서린 트라멜 역, 12살이나 많은 수전 서랜던에게 간 리들리 스콧의 《델마와 루이스》의 루이스 역이 있다.
파이퍼는 향수를 불러 일으키는 독립 극 영화 《러브 필드》(1992년)에서 그녀가 연기한 루린 핼렛 역으로 아카데미 여우주연상, 골든글로브 극 영화 부문 여우주연상 후보에 올랐다. 이 영화는 재정적 어려움을 겪던 오리온 영화사에 의해 일시적으로 보류되었다가, 오스카상 선정을 고려하여 1992년 말에 맞춰 마침내 개봉되었다. 뉴욕 타임스는 파이퍼에 대해 “다시금 그녀가 그녀의 아름다움만큼이나 미묘하고 놀랍다는 것을 보여준다.”고 썼다. 그녀가 선보인 유별난 댈러스 주부 역으로, 그녀는 베를린 국제 영화제에서 여우 부문 은곰상을 받았다.
파이퍼는 팀 버튼의 《배트맨 2》(1992년)에서 마이클 키튼과 대니 드비토의 상대역인 캣우먼(셀리나 카일) 역을 맡았다. 캣우먼 역을 소화하기 위해, 그녀는 무술과 킥복싱을 연마했다. 같이 출연했던 한 주연 배우는 “미셸은 4명의 스턴트 대역이 있었지만, 채찍질 연기를 모두 그녀 자신이 했다.”고 말했다. 롤링 스톤의 피터 트래버스는 “파이퍼는 이 여성주의적 복수자에게 지능과 기지를 가진 강인한 내면을 부여한다.”고 칭찬했고, 그녀를 “전형적인 멋진 인물”이라고 불렀다. 프리미어는 그녀의 연기에 대해 “아마도 팀 버튼 시대의 가장 두드러지는 악당인, 미셸 파이퍼의 채찍을 든 치명적인 고양이는 대개는 중성화되는 배트맨 시리즈에 성별을 부여했다. 버튼의 스케치에 기초한 그녀의 꿰매 붙인 검은 광택의 가죽 의상은 이 캐릭터의 가장 상징적인 모습으로 남는다. 그리고 미셸 파이퍼는 《배트맨 2》의 강압적인 여성주의적 대사를 이겨내고, 그르렁거리는 사나운 연기를 선보인다.”라고 회고하며 칭찬했다. 이 영화는 흥행에 크게 성공해서, 세계적으로 2억6천6백만 달러 이상의 수익을 올렸다.
이듬해 그녀는 이디스 워튼이 쓴 《순수의 시대》를 각색한 마틴 스코세이지 감독의 1993년 영화에 대니얼 데이 루이스와 위노나 라이더의 상대역으로 출연해 엘렌 올렌스카 백작부인을 연기했다. 이 역으로 그녀는 베네치아 국제 영화제에서 엘비라 노타리 상을 받았고, 골든글로브 극 영화 부문 여우주연상 후보에 올랐다. 같은 해 그녀는 여성영화인모임(영어: WIF;Women In Film)이 인내와 탁월한 업적으로 연예 산업에서 여성의 역할을 넓히는데 기여한 뛰어난 여성에게 수여하는 크리스털 상을 받았다.
파이퍼가 이후 선택한 작품들은 다양한 정도의 성적을 거뒀다. 《순수의 시대》 이후 그녀가 잭 니컬슨의 상대역인 로라 알든을 연기한 공포 영화 《울프》(1994년)는 엇갈리는 평가를 받았다. 뉴욕 타임스는 “파이퍼의 역할은 대사가 충분하진 않지만, 그녀의 연기는 수줍음을 타는 사람도 눈을 뗄 수 없게 만들 만큼 숙련되었다.”라고 썼다. 이 영화는 미국내에서 6천5백만 달러, 세계적으로는 1억3천1백만 달러의 흥행 수익을 거뒀다. 그녀의 다음 역할은 예상치 못한 흥행작인 《위험한 아이들》(1995년)에서 맡은 고등학교 교사이자 전 미국 해병대 대원인 로앤 존슨이었다. 그녀는 쿨리오가 부르고 엘브이(영어: L.V.)가 피쳐링한 사운드트랙의 리드 싱글 ‘갱스터의 파라다이스’(영어: Gangsta's Paradise) 뮤직 비디오에 이 영화의 캐릭터로 출연했는데, 영화 제작자인 제리 브룩하이머는 이를 텔레비전 광고에 이용했다. 60초 버전은 음악 채널에서 방송된 반면, 30초 편집본은 나머지 방송망에서 방송되었다. 이 노래는 1996년 베스트 랩 솔로 퍼포먼스 부문 그래미상을 수상했고, 비디오는 베스트 랩 비디오 부문 MTV 비디오 뮤직 어워드를 받았다. 1996년 그녀가 거절한 전기 영화 《에비타》의 에바 페론 역은 마돈나에게 가서 그녀에게 골든글로브 여우주연상을 안겼다. 이후 파이퍼는 로맨틱한 극 영화 《업 클로즈 앤 퍼스널》(1996년)에서 로버트 레드퍼드의 상대역인 샐리 앳워터를 연기했다. 존 그레고리 듄과 조앤 디디온 부부가 쓴 이 영화의 대본은 뉴스 앵커 제시카 사비치의 경력에 대한 전기적 기술로 기획되었으나, 최종 결과물은 사비치의 삶과 아무런 관계도 없었고, 이로 인해 듄은 할리우드 제작자들과의 8년에 걸친 싸움을 그린 폭로 작품 《영화로 먹고사는 괴물》(영어: Monster: Living Off the Big Screen)을 쓰게 되었다.
그녀는 남편인 데이비드 켈리가 같은 제목을 가진 마이클 브래디의 연극을 각색한 《질리안의 서른 일곱번째 생일에》(1996년)에서 질리안 루이스 역을 맡았다. 그녀는 로맨틱 코미디 《어느 멋진 날》(1996년)에 제작 책임자로 참여했고, 조지 클루니의 상대역인 이혼한 홀어머니이자 건축가인 멜라니 파커 역으로 출연했다. 이후 맡은 역으로는 제시카 랭 및 제니퍼 제이슨 리와 같이 출연한 제인 스마일리의 퓰리처상 수상 소설 《천 에이커》의 1997년 영화 각색판에서 맡은 로즈 쿡 루이스 역, 아들이 9년전 납치된 것을 알게되는 부부의 이야기인 《사랑이 지나간 자리》(1999년)에서 맡은 베스 카파도라 역, 케빈 클라인, 루퍼트 에버릿 및 스탠리 투치와 같이 출연한 《한여름 밤의 꿈》(1999년)에서 맡은 요정들의 여왕 티타니아 역, 브루스 윌리스의 상대역으로 출연한 롭 라이너의 코미디 극 영화 《스토리 오브 어스》(1999년)에서 맡은 케이티 조던 역 등이 있다.
1990년대 파이퍼의 아름다움은 언론의 관심을 끌었다. 1990년 그녀는 피플 지의 ‘세계에서 가장 아름다운 50인’ 첫 번째 이슈의 표지에 등장했다. 그녀는 1999년 이슈의 표지에도 등장했는데, 90년대 내내 여섯 차례(1990년, 1991년, 1992년, 1993년, 1996년, 1999년) ‘가장 아름다운’ 기록에 올랐다. 파이퍼는 매년 발행하는 해당 이슈의 표지에 두 차례 등장한 첫 유명인이고, 1990년대 두 차례 표지에 등장한 유일한 사람이다.
그녀가 해리슨 포드와 같이 출연한 히치콕 풍의 스릴러 《왓 라이즈 비니스》(2000년)는 상업적으로 성공해서, 2000년 7월 흥행성적 1위에 올랐다. 이후 그녀는 《아이 엠 샘》(2001년)에서 숀 펜의 상대역인 극도로 예민한 변호사인 리타 해리슨 역을 승낙했다. 이 영화는 호의적이지 않은 비평을 받았다. 시애틀 포스트인텔리젠서는 “파이퍼는 그녀의 신경질적인 역할을 지탱하는 단조로운 클리셰에 방해때문인지 그녀의 연기중 가장 단조롭고 가장 거짓된 연기를 선보인다.”라고 썼다.
파이퍼는 《화이트 올랜더》(2002년)에 앨리슨 로먼, 러네이 젤위거, 로빈 라이트 펜과 같이 출연해서 살의를 가진 예술가 인그리드 매그너슨을 연기했는데, 이 역으로 많은 비평가들의 찬사를 얻었다. 뉴욕 타임스의 스티븐 홀든은 “파이퍼는 그녀의 연기 경력중 가장 복잡한 연기를 펼치며, 그녀가 맡은 인상적인 요부를 곧바로 거역할 수 없는 사악한 존재가 되게 한다.”고 썼다. 로스앤젤레스 타임스의 케너스 투란은 그녀를 “눈부시게 빛난다”고 묘사하며, “눈을 뗄 수 없고 흠잡을 데 없는 연기”로 “그녀가 맡은 어머니이자 뛰어난 조종자 역할에 강력하고 흔들리지 않는 의지”를 부여한다고 했다. 그녀는 샌디에이고 영화 평론가 협회, 캔자스 시 영화 평론가 협회로부터 여우조연상을 받았고, 영화배우조합상 후보에 올랐다.
파이퍼는 또 이 시절 두 편의 만화 영화에 성우로 출연했는데, 그녀가 극중에서 아카데미상을 받은 노래인 “당신이 믿을 때”(영어: When You Believe)를 소개하는 《이집트 왕자》(1998년)의 십보라와 《신밧드: 7대양의 전설》(2003년)의 에리스이다.

### 영화로의 복귀
그녀는 4년간 휴식기를 갖는데, 이 기간 동안 남편과 아이들에게 집중하며 거의 대중의 눈을 피해 지냈다. 이후 2005년 판타지 영화 《나니아 연대기: 사자, 마녀 그리고 옷장》의 하얀 마녀 역을 거부했는데, 이는 틸다 스윈턴에게 갔다. 파이퍼는 2007년 여름 존 트래볼타, 크리스토퍼 워컨, 퀸 라티파와 같이 출연한 동명의 브로드웨이 뮤지컬을 영화로 각색한 《헤어스프레이》(2007년)에서 맡은 벨마 본 터슬 역, 클레어 데인스, 찰리 콕스, 로버트 드 니로 상대역으로 출연한 판타지 모험 영화 《스타더스트》(2007년)에서 맡은 고대 마녀 라미아 역 등 두 개의 주요한 여름 블록버스터에서 악역을 맡으며 스크린에 복귀했다.
이후 파이퍼가 수락한 역으로는 폴 러드와 시얼샤 로넌과 출연한 에이미 해커링의 《절대로 네 여자가 될 수 없을거야》(2007년)에서 맡은 로지 역, 애슈턴 커처 및 캐시 베이츠와 출연한 《퍼스널 이펙츠》(2009년)에서의 린다 역이 있다. 그녀는 다음 작품인 콜레트의 동명 소설을 영화화한 《셰리》(2009년)에서 《위험한 관계》(1988년)의 감독 스티븐 프리어스 및 각본가 크리스토퍼 햄튼과 다시 만났다. 파이퍼는 루퍼트 프렌드의 상대역인 레아 드 롱발을 연기했으며, 캐시 베이츠가 그녀의 어머니 역으로 출연했다. 《셰리》는 2009년 2월 베를린 국제 영화제에서 처음 상영돼 황금곰상 후보에 올랐다. 타임스는 이 영화를 호의적으로 비평했는데, 햄튼의 각본을 “건조한 재담과 신랄한 농담의 안정적인 흐름”이라 묘사했으며, 파이퍼의 연기를 “매력적이고 미묘하며, 그녀의 세상일에 대한 냉담함은 유약함과 심적 고통에 대한 가면”이라 표현하였다. 로저 이버트는 시카고 선타임스에서 “파이퍼가 고통스런 상처를 받는 시기에 그녀의 표정과 음성을 어떻게 통제하는지 보는 것은 대단히 흥미롭다.”고 썼다. 케너스 투란은 로스앤젤레스 타임스에서 “카메라만으로 그녀가 세상으로부터 숨기고 있는 절망과 후회를 내보이면서, 레아를 부지중에 포착해 내는 대사없는 장면들”을 칭찬하며, “이는 파이퍼가 매우 능숙한 절제되고 섬세한 종류의 연기로, 그녀가 없는 사이 우리가 그녀를 얼마나 그리워했는지를 상기시킨다.”고 썼다.
이후 잠깐의 휴식기를 가진 후, 파이퍼는 게리 마셜의 2011년 로맨틱 코미디 영화 《뉴욕의 연인들》에 출연하였고, 《피플 라이크 어스》(2012년)에 크리스 파인의 상대역으로 출연하였다. 파이퍼는 또 동명의 텔레비전 시리즈를 영화화한 팀 버튼의 영화 《다크 섀도우》에 조니 뎁, 헬레나 보넘 카터, 클로이 머레츠와 같이 출연했다. 이 영화에서 그녀는 콜린스가의 여자 가장인 엘리자베스 콜린스 스토다드를 연기했다.

## 연극
1989년, 파이퍼는 센트럴 파크에서 무대에 올려진 뉴욕 셰익스피어 축제 작품인 《십이야》에서 올리비아 역을 맡으며 연극 무대에 데뷔했다. 이 연극에 출연한 다른 영화 배우로는 말볼리오 역의 제프 골드블럼과 비올라 역의 메리 엘리자베스 매스트런토니오가 있다. 뉴욕 타임스에 실린 비평에서 프랭크 리치는 이 작품을 굉장히 비판하였는데, “파이퍼는 미숙한 경력을 가진 재능있는 스타들이, 그들의 예술적 발전을 심화시키기는 것보다 그들의 유명인으로서의 지위를 이용하는데 더 관심있는 자들에 의해, 어떻게 오용되는지 구체적인 예를 보여준다.”고 말하였다. 리치는 당시 파이퍼의 최신작이었던 코미디 영화 《마피아의 아내》에서 그녀가 보여준 연기를 칭찬했으나, “해당 여배우가 우울함 및 애도와 연관된 역으로 연극 무대와 셰익스피어 희극에 데뷔를 하도록 요청받은 것은 불행한 일이다.”고 하였다.

## 개인 생활

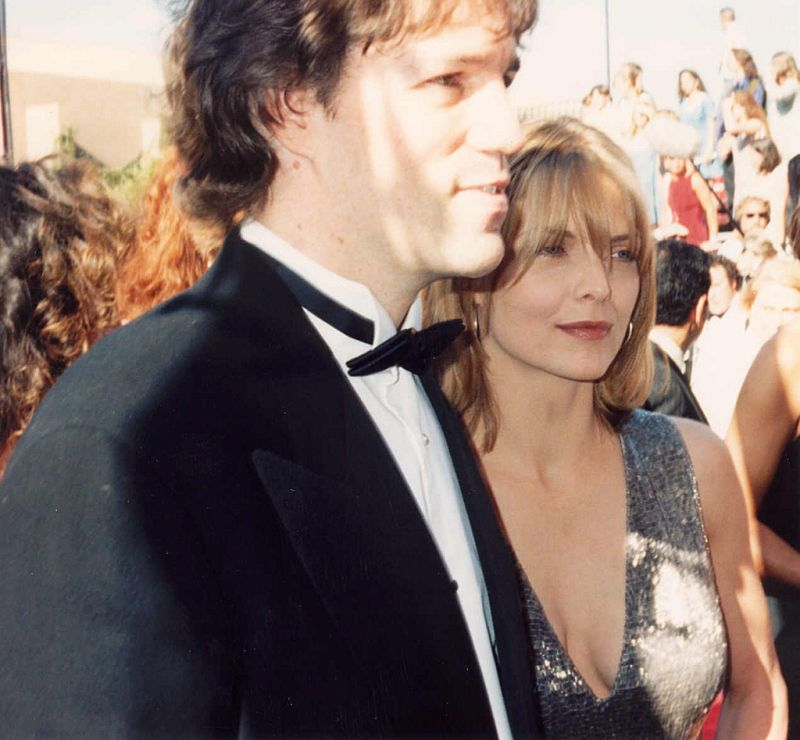
1994년 제47회 에미상 시상식에서 파이퍼와 그녀의 남편인 데이비드 E. 켈리.

로스앤젤레스에서 연기 수업을 받는 동안, 파이퍼는 형이상학과 채식주의자 컬트를 운영하는 한 친절한 커플에게 속아넘어갔다. 그들은 파이퍼가 더 이상 음주, 흡연, 약물을 하지 못하도록 도우면서 그녀의 삶 전체를 통제했다. 그녀가 번 돈의 많은 부분이 그 모임에 쓰여졌다. “저는 세뇌되었어요... 저는 그들에게 엄청나게 많은 돈을 주었지요.” 파이퍼는 불안정하였고, 그들 없이는 살 수 없다고 느꼈다. 밀튼 캇셀라스가 가르치는 한 연기 수업에서, 파이퍼는 동료 신예 연기자인 피터 호튼을 만났다. 파이퍼와 호튼은 연애를 시작했다. 그는 파이퍼의 어려운 상황을 알고, 그녀를 돕기로 결심했다. 호튼은 영화 《스플리트 이미지》에 캐스팅돼 있었다. 그가 영화에서 맡은 캐릭터는 피터 폰다의 컬트에 속해 있다가, 이후 제임스 우즈에 의해 벗어나게 되는 역이었다. 이 역할을 위해 샌프란시스코에서 조사를 하는 동안, 호튼은 파이퍼를 데려가 실제로 컬트에서 깨어나도록 돕는 사람들을 만나게 했다. 이 경험으로, 파이퍼는 그 커플을 떠날만큼 강해지게 되었다.
1981년 샌타모니카에서 파이퍼와 호튼은 마침내 결혼식을 올렸고, 신혼여행 중 그녀가 《그리스 2》에서 주요 배역을 맡았음을 알게되었다. 호튼이 감독한 1985년 ABC TV 스페셸 《원 투 매니》(영어: One Too Many)에서, 파이퍼는 알코올 중독에 걸린 고등학생(발 킬머 분)의 여자 친구를 연기했다. 1987년에 이 실제 커플은 존 랜디스의 코미디 단막극 모음인 《달 위의 아마존 여인》의 〈병원〉 편에서 극중 커플을 연기했다. 하지만 1988년 그들은 별거에 들어갔고, 2년 후 이혼했다. 호튼은 이후 그들이 결혼생활보다 일에 몰두한 탓에 헤어졌다고 하였다.
호튼과의 결혼 생활이 끝난 후, 파이퍼는 배우이자 제작자인 피셔 스티븐스와 3년간 교제하였다. 그들은 파이퍼가 뉴욕 셰익스피어 축제 작품인 《십이야》 공연에 출연했을 때 만났는데, 이 작품에서 스티븐스는 앤드루 에이쿠치크 경을 연기했다.
1993년 1월, 파이퍼는 텔레비전 작가이자 제작자인 데이비드 E. 켈리를 소개로 만났다. 그는 그 다음주에 그녀를 극장에 데려가 《드라큘라》를 보았고, 이후 그들은 진지하게 만남을 가졌다. 그들은 1993년 11월 13일에 결혼하였다. 이후 그녀는 켈리의 텔레비전 시리즈 《피켓 펜스》 중 한 에피소드에 카메오 출연을 하였고, 켈리가 각본을 맡은 《질리안의 서른 일곱번째 생일에》에 주연으로 출연했다. 파이퍼와 켈리는 두 아이를 가졌는데, 클라우디아와 존이다. 파이퍼는 켈리를 만나기전 이미 개인적으로 입양 과정에 있었다. 1993년 3월, 그녀는 갓 태어난 여자아이 클라우디아 로즈를 입양하였고, 아이는 파이퍼와 켈리의 결혼식 날 세례를 받았다. 1994년 10월, 파이퍼는 아들 존 헨리를 낳았다.
10년간 흡연자였으며, 10년간 백혈병을 앓은 조카를 두고 있어, 그녀는 미국 암학회를 지원하기로 결심했다. 그녀의 자선 활동은 휴메인 소사이어티에 대한 지원도 포함한다. 파이퍼는 비건이다.